# Distretto elettorale 19 del Tirolo
Il Distretto elettorale Tirolo 19 era un collegio elettorale per le elezioni alla Camera dei deputati austriaca nel Tirolo. Il distretto elettorale è stato creato nel 1907 con l'introduzione della nuova legge elettorale del Reichsrat ed è esistito fino al crollo della monarchia asburgica.
Era popolato da 46.292 persone, fra cui erano 10.639 i maschi maggiorenni aventi diritto al voto.

## Storia
Dopo che il Reichsrat decise nell'autunno del 1906 il diritto di voto generale, uguale, segreto e diretto, la grande riforma della legge elettorale divenne effettiva il 26 gennaio 1907 sanzionata dall’imperatore Francesco Giuseppe. Con il nuovo regolamento elettorale del Reichsrat, sono stati creati in totale 516 collegi elettorali, uninominali ad eccezione della Galizia. Il parlamentare deve prevalere nel primo scrutinio o nelle elezioni di ballottaggio a maggioranza assoluta.
Alle elezioni austriache del 1907 fu Emanuele Lanzerotti del Partito Popolare Trentino che emerse vittorioso. Ha ricevuto l’80 percento dei voti al primo scrutinio, seguito dal candidato del Partito Socialdemocratico Italiano con il 14 percento. Il suo collega di partito Rodolfo Grandi ha prevalso nelle elezioni austriache del 1911.

## Territorio
Il collegio uninominale comprendeva i distretti giudiziari di Malé, Cles e Fondo, tranne i comuni di Lauregno, San Felice, Senale e Proves, appartenenti al distretto elettorale 14.

## Dati elettorali

### XX legislatura
| Partito                            | Partito                            | Candidato                          | Risultati 14 maggio 1907 | Risultati 14 maggio 1907 |
| Partito                            | Partito                            | Candidato                          | Voti                     | %                        |
| ---------------------------------- | ---------------------------------- | ---------------------------------- | ------------------------ | ------------------------ |
|                                    | Popolare trentino                  | Emanuel Lanzerotti                 | 5 731                    | 80,51                    |
|                                    | Socialdemocratico                  | Iginio Zucali                      | 1 020                    | 14,33                    |
|                                    | Nazionale-liberale                 | Luigi de Campi                     | 337                      | 4,73                     |
|                                    | Altri                              | -                                  | 30                       | 0,42                     |
|                                    |                                    |                                    |                          |                          |
| Iscritti                           | Iscritti                           | Iscritti                           | 10 708                   | 100,00                   |
| ↳ Votanti (% su iscritti)          | ↳ Votanti (% su iscritti)          | ↳ Votanti (% su iscritti)          | 7 281                    | 68,00                    |
| ↳ Voti validi (% su votanti)       | ↳ Voti validi (% su votanti)       | ↳ Voti validi (% su votanti)       | 7 118                    | 97,76                    |
| ↳ Schede non valide (% su votanti) | ↳ Schede non valide (% su votanti) | ↳ Schede non valide (% su votanti) | 163                      | 2,24                     |
| ↳ Astenuti (% su iscritti)         | ↳ Astenuti (% su iscritti)         | ↳ Astenuti (% su iscritti)         | 3 427                    | 32,00                    |

### XXI legislatura
| Partito                            | Partito                            | Candidato                          | Risultati 13 giugno 1911 | Risultati 13 giugno 1911 |
| Partito                            | Partito                            | Candidato                          | Voti                     | %                        |
| ---------------------------------- | ---------------------------------- | ---------------------------------- | ------------------------ | ------------------------ |
|                                    | Popolare trentino                  | Rodolfo Grandi                     | 4 281                    | 66,30                    |
|                                    | Nazionale-liberale                 | Graf Sizzo de Noris                | 1 169                    | 18,10                    |
|                                    | Socialdemocratico                  | Adolfo Bertagnolli                 | 963                      | 14,91                    |
|                                    | Altri                              | -                                  | 44                       | 0,68                     |
|                                    |                                    |                                    |                          |                          |
| Iscritti                           | Iscritti                           | Iscritti                           | 10 639                   | 100,00                   |
| ↳ Votanti (% su iscritti)          | ↳ Votanti (% su iscritti)          | ↳ Votanti (% su iscritti)          | 6 616                    | 62,19                    |
| ↳ Voti validi (% su votanti)       | ↳ Voti validi (% su votanti)       | ↳ Voti validi (% su votanti)       | 6 457                    | 97,60                    |
| ↳ Schede non valide (% su votanti) | ↳ Schede non valide (% su votanti) | ↳ Schede non valide (% su votanti) | 159                      | 2,40                     |
| ↳ Astenuti (% su iscritti)         | ↳ Astenuti (% su iscritti)         | ↳ Astenuti (% su iscritti)         | 4 023                    | 37,81                    |